# Słowacja na Mistrzostwach Świata w Lekkoatletyce 2011
Słowacja na Mistrzostwach Świata w Lekkoatletyce 2011 – reprezentacja Słowacji podczas czempionatu w Daegu liczyć będzie 8 zawodników.

## Występy reprezentantów Słowacji

### Mężczyźni
| Konkurencja   | Zawodnik       | Eliminacje | Eliminacje | Półfinał | Półfinał | Finał | Finał |
| Konkurencja   | Zawodnik       | Wynik      | Poz.       | Wynik    | Poz.     | Wynik | Poz.  |
| ------------- | -------------- | ---------- | ---------- | -------- | -------- | ----- | ----- |
| Chód na 20 km | Matej Tóth     |            |            |          |          |       |       |
| Chód na 20 km | Anton Kucmin   |            |            |          |          |       |       |
| Chód na 50 km | Matej Tóth     |            |            |          |          |       |       |
| Chód na 50 km | Miloš Bátovský |            |            |          |          |       |       |

#### Konkurencje techniczne
| Konkurencja | Zawodnik          | Eliminacje | Eliminacje | Finał    | Finał   |
| Konkurencja | Zawodnik          | Rezultat   | Pozycja    | Rezultat | Pozycja |
| ----------- | ----------------- | ---------- | ---------- | -------- | ------- |
| Rzut młotem | Libor Charfreitag | 72.20      | 22         |          |         |
| Rzut młotem | Marcel Lomnický   | 72.68      | 20         |          |         |

### Kobiety

#### Konkurencje biegowe
| Konkurencja   | Zawodnik      | Runda 1  | Runda 1 | Runda 2  | Runda 2 | Półfinał | Półfinał | Finał    | Finał   |
| Konkurencja   | Zawodnik      | Rezultat | Pozycja | Rezultat | Pozycja | Rezultat | Pozycja  | Rezultat | Pozycja |
| ------------- | ------------- | -------- | ------- | -------- | ------- | -------- | -------- | -------- | ------- |
| Bieg na 800 m | Lucia Klocová |          |         |          |         |          |          |          |         |
| Chód na 20 km | Maria Czaková |          |         |          |         |          |          |          |         |

#### Konkurencje techniczne
| Konkurencja | Zawodnik       | Eliminacje | Eliminacje | Finał    | Finał   |
| Konkurencja | Zawodnik       | Rezultat   | Pozycja    | Rezultat | Pozycja |
| ----------- | -------------- | ---------- | ---------- | -------- | ------- |
| Trójskok    | Dana Velďáková |            |            |          |         |